# Control-C
Control-C es un común comando de ordenador. Es activado en la mayoría de teclados al presionar la tecla C mientras se mantiene presionada la tecla Ctrl.
En entornos gráficos en los que se emplea la tecla Ctrl para controlar el programa activo,  Ctrl + C es usado para copiar el texto seleccionado al Portapapeles. En cambio, en muchos entornos de Línea de comandos, Control-C es usado para cancelar la tarea actual y devolver el control al usuario. Es secuencia especial, que causa que el sistema operativo envíe una señal al programa. Normalmente la señal causa la finalización inmediata de la tarea, pero el programa puede manejar él mismo la instrucción y devolver el control al usuario

## En entornos gráficos
Ctrl-C era uno de un puñado de secuencias de teclado elegidos por los diseñadores de Xerox PARC para controlar la edición de texto, junto con Ctrl-Z (Deshacer), Ctrl-X (Cortar), Ctrl-V (pegar), y Ctrl-P (imprimir). Las primeras cuatro letras están ubicadas juntas en el extremo izquierdo de la fila inferior del teclado QWERTY estándar y P hacia la parte superior derecha. La combinación de teclas equivalente en Mac OS sustituyen Ctrl por ⌘ (Comando).

## En entornos de las líneas de comando
Control-C como comando de escape fue popularizado por TOPS-20 y TOPS-10, y adoptado por otros sistemas, incluyendo Unix. También fue adoptado por los sistemas operativos de la Digital Equipment Corporation, de la cual fue copiada a CP/M y por lo tanto también a MS-DOS y Microsoft Windows. En sistemas POSIX, la secuencia hace que el programa activo reciba una señal SIGINT. Si el programa no especifica cómo manejar esta condición, su ejecución termina. Típicamente un programa que sí maneja las señales SIGINT terminará su propia ejecución, o al menos terminar la tarea en ejecución en su interior.
Este sistema ha sido conservado por lo general incluso en emuladores de terminal gráfico. Si el Control-C se utiliza para copiar y pegar en el entorno gráfico, surge una ambigüedad. Normalmente, una combinación de teclas alternativa se asigna a uno de los comandos, y ambos aparecen en los menús del emulador para evitar confusión.
Como en el pasado muchos teclados y terminales de ordenador generaban directamente código ASCII, la elección de Control-C se superpone con el carácter ASCII de fin de texto. Este carácter tiene un valor numérico de tres, pues la "C" ocupa el tercer puesto del alfabeto. Fue elegida para causar una interrupción, ya que de lo contrario es poco probable que sea parte de la interfaz interactiva de un programa. Muchos otros códigos de control, como el Control-D para el carácter de fin de transmisión, no generan señales y en ocasiones se utilizan para controlar un programa.